# Ampedus meybohmi
Ampedus meybohmi is een keversoort uit de familie kniptorren (Elateridae). De wetenschappelijke naam van de soort is voor het eerst geldig gepubliceerd in 2003 door Zeising & Brunne.